# سارا مک لئود (نوازنده)
سارا یڤت مک لود (متولد: ۱ فوریه ۱۹۷۳) یک خواننده و نویسنده آهنگ استرالیا است که هم به خاطر کار انفرادی خود و هم به عنوان خواننده / گیتار خواننده گروه راک The Superjesus شناخته می‌شود. اولین نسخه انفرادی مک لئود با نام زیبایی یک ببر بود در سپتامبر ۲۰۰۵ منتشر شد و در صدر جدول در جدول‌های ای‌آرآی‌ای قرار گرفت. سارا ایوت مک لئود، در ۱ فوریه ۱۹۷۳، از پدر و مادر دان و رزماری به دنیا آمد. او در آدلاید با خواهر بزرگترش لیا مک لئود (متولد ۱۹۷۱)، مجری سابق تلویزیون، بزرگ شد.

## آهنگ‌شناسی

### آلبوم‌ها
| عنوان             | جزئیات آلبوم | اوج موقعیت‌های نمودار |
| عنوان             | جزئیات آلبوم | AUS                  |
| ----------------- | --- | -------------------- |
| زیبایی یک ببر بود | - منتشر شده: ۱۹ سپتامبر ۲۰۰۵ - برچسب: Naughty Mouse Ink / رکوردهای قارچ جشنواره، سونی موزیک استرالیا - فرمت: سی دی، دانلود دیجیتال | ۳۱                   |
| زنده و آکوستیک    | - منتشر شده: دسامبر 2006 - برچسب: جوهر موش شیطان - فرمت: سی دی                                                                     | -                    |
| جنون              | - منتشر شده: ۲۲ نوامبر 2010 - برچسب: Roustabout، یونیورسال موزیک استرالیا - فرمت: سی دی                                            | -                    |
| غذاخوری راکی      | - منتشر شده: ۱۸ اوت ۲۰۱۷ - برچسب: انقلاب - فرمت: سی دی، دانلود دیجیتال                                                             | ۲۰                   |

### نمایشنامه‌های تمدید شده
| عنوان             | جزئیات بازی توسعه یافته                                                         |
| ----------------- | ------------------------------------------------------------------------------- |
| بدون عنوان        | - منتشر شده: ۳ دسامبر 2010 - برچسب: Roustabout Records - فرمت‌ها: دانلود دیجیتال |
| 96% کتاب آهنگ عشق | - تاریخ انتشار: ۲۴ فوریه 2013                                                   |

### تک آهنگ‌ها
| سال  | ترانه                                          | AUS | باشگاه AUS | HUN | رقص HUN | آلبوم             |
| ---- | ---------------------------------------------- | --- | ---------- | --- | ------- | ----------------- |
| ۲۰۰۵ | "بیا با هم باشیم"                              | -   | -          | -   | -       | زیبایی یک ببر بود |
| ۲۰۰۵ | " بچه مدرسه خصوصی " (featuring کریس چنی)       | ۳۳  | -          | -   | -       | زیبایی یک ببر بود |
| ۲۰۰۶ | "همه به جز رفته"                               | -   | -          | -   | -       | زیبایی یک ببر بود |
| ۲۰۰۶ | "او تو را دوست ندارد"                          | ۹۹  | ۱          | ۲   | ۱       | زیبایی یک ببر بود |
| ۲۰۰۹ | "داستانت را بگو راه رفتن"                      | -   | -          | -   |         |                   |
| ۲۰۱۰ | "اسب سفید"                                     | -   | -          | -   | -       | EP بدون عنوان     |
| ۲۰۱۰ | "دبل آر"                                       | -   | -          | -   | -       | جنون              |
| ۲۰۱۰ | "رقص در تاریکی"                                | -   | -          | -   | -       | جنون              |
| ۲۰۱۱ | "عشق و افتخار"                                 | -   | ۱۲         | -   | -       | جنون              |
| ۲۰۱۱ | "Falling Out of Love" (EDX Feat Sarah McLeod)  | -   | -          | -   |         |                   |
| ۲۰۱۲ | "چیز واقعی" (I Am Sam Feat Sarah McLeod)       | -   | -          | -   |         |                   |
| ۲۰۱۳ | "Hurricane" (Dzeko & Torres feat Sarah McLeod) | -   | -          | -   |         |                   |
| ۲۰۱۳ | «مجیک» (پاتریک هاگنار و سارا مک‌لئود)           | -   | -          | -   |         |                   |
| ۲۰۱۴ | "مرد قایق‌های نجات" (سارا مک لئود و جف مارتین)  | -   | -          | -   |         |                   |
| ۲۰۱۴ | "افتخار پیشاهنگی"                              | -   | -          | -   | -       | ۹۶٪ کتاب آهنگ عشق |

### تک آهنگ خیریه
| عنوان                                                            | سال  | اوج موقعیت‌های نمودار | یادداشت |
| عنوان                                                            | سال  | AUS                  | یادداشت |
| ---------------------------------------------------------------- | ---- | -------------------- | --- |
| " من خودم را لمس می‌کنم " (به عنوان بخشی از پروژه I Touch Myself) | ۲۰۱۴ | ۷۲                   | پروژه کریسی آمفلت در سال ۲۰۱۴ با مأموریت تشویق زنان جوان به لمس مرتب خود برای یافتن علائم اولیه سرطان راه اندازی شد.             |
| " باران " (به عنوان بخشی از خشکسالی شکنان)                       | ۲۰۱۸ | -                    | تمام درآمد خالص حاصل از فروش به برنامه خرید عدل در حمایت از کشاورزان استرالیایی که از خشکسالی استرالیا رنج می‌برند اختصاص می‌یابد. |